# Siphonochilus
Siphonochilus là một chi thực vật có hoa thuộc họ Zingiberaceae, với phân bố tại vùng nhiệt đới và miền nam châu Phi.
Trong nghiên cứu phát sinh chủng loài năm 2002, Kress et al. nhận thấy nó là chị-em với toàn bộ phần còn lại của họ Zingiberaceae và các tác giả đã xếp nó trong tông Siphonochileae trong phân họ riêng của chính nó là Siphonochiloideae.
Nghiên cứu năm 2003 của David et al. cho thấy Siphonochilus có quan hệ họ hàng gần với Aulotandra, một chi với khoảng 6 loài ở Madagascar và Cameroon, theo truyền thống được xếp trong phân họ Alpinioideae. Vì thế, David đã xếp Aulotandra cùng Siphonochilus trong phân họ Siphonochiloideae.

## Các loài
Tại thời điểm năm 2020 người ta công nhận 11 loài trong chi này.
- Siphonochilus aethiopicus (Schweinf.) B.L.Burtt, 1982 (đồng nghĩa: Siphonochilus natalensis) - Loài điển hình của chi. Phổ biến rộng từ Ethiopia về phía tây tới Sierra Leone và về phía nam tới Nam Phi.
- Siphonochilus bambutiorum A.D.Poulsen & Lock, 1999 - Cộng hòa Dân chủ Congo.
- Siphonochilus brachystemon (K.Schum.) B.L.Burtt, 1982 - Đông Phi, từ Sudan tới Mozambique.
- Siphonochilus kilimanensis (Gagnep.) B.L.Burtt, 1982 - Mozambique
- Siphonochilus kirkii (Hook.f.) B.L.Burtt, 1982 - Đông và trung châu Phi, từ Sudan và Cộng hòa Trung Phi về phía nam tới Nam Phi.
- Siphonochilus longitubus Lock, 2010 - Zambia.
- Siphonochilus nigericus (Hutch. ex Hepper) B.L.Burtt, 1982 - Nigeria, Ghana.
- Siphonochilus parvus Lock, 1991 - Tanzania, Zambia, Malawi.
- Siphonochilus pleianthus (K.Schum.) Lock, 2010 - Cộng hòa Dân chủ Congo, Angola, Zambia.
- Siphonochilus puncticulatus (Gagnep.) Lock, 2010 - Cộng hòa Dân chủ Congo, Angola, Zambia.
- Siphonochilus rhodesicus (T.C.E.Fr.) Lock, 1984 - Tanzania, Zambia, Malawi, Cộng hòa Dân chủ Congo.